# مصطفى السعيد (سياسي)
مصطفي كامل السعيد إبراهيم (مواليد 1 يوليو 1933 ديرب نجم، محافظة الشرقية) وتوفي 4 يوليو 2020، وشغل منصب وزير الاقتصاد المصري الأسبق وأستاذ الاقتصاد بكلية الاقتصاد والعلوم السياسية جامعة القاهرة.
عضو سابق في المجلس الأعلى للسياسات في الحزب الوطني الديمقراطي المنحل.

## الدرجات العلمية
- دبلوم الاقتصاد الرياضي – جامعة القاهرة.
- دبلوم الاقتصاد التطبيقي – جامعة القاهرة.
- ماجستير في الاقتصاد من جامعة ليدز - إنجلترا.
- دكتوراة في الاقتصاد من جامعة ليدز - إنجلترا.

## الهيئات التي ينتمى إليها
- عضو مجلس الشعب عام 1979 عن الدائرة السابعة «مركز شرطة ديرب نجم» عن مقعد الفئات ورئيس اللجنة الاقتصادية بمجلس الشعب منذ عام 2005.
- عضو المجلس التنفيذي لاتحاد البرلمانات الأفريقية ورئيس لجنة الاقتصاديين من عام 1979 حتى 1981.
- رئيس وعضو العديد من اللجان العلمية الدائمة والمؤقته لدراسة القضايا المهمة والإشراف على تنفيذ سياسات وخطة الدولة، خاصة في وزارة الاقتصاد ووزارة المالية ووزارة الصناعة وأكاديمية البحث العلمي - عام 1987.
- عضو الملكية الاقتصادية بالمملكة المتحدة.
- عضو اللجنة الوطنية لغرفة التجارة الدولية بمصر.
- عضو لجنة الاقتصاد بالمجلس الأعلى للثقافة.
- من كبار الخبراء الاقتصاديين في صندوق النقد الدولي والبنك الدولي.

## المناصب
- أستاذ بكلية الاقتصاد والعلوم السياسية عام 1976
- وكيل كلية الاقتصاد والعلوم السياسية عام 1979
- المستشار الإقتصادي لرئيس الوزراء عام 1979-1982
- وزير الاقتصاد عام 1982 -1985
- رئيس اللجنة الاقتصادية بمجلس الشعب منذ 2005

## مؤتمرات التي شارك فيها
- ندوة حول الاقتصاد المصري بجامعة باريس - عام 1966.
- مؤتمر مشاكل السكان بجامعة ريدنج بإنجلترا - عام 1968.
- المؤتمر الثالث لصناعة الغزل والنسيج في الدول العربية – الإسكندرية - عام 1969.
- المؤتمرات السنوية للاقتصاديين المصريين منذ عام 1977.
- مؤتمر جمعية الاقتصاديين الدولية – المكسيك - عام 1980.
- مؤتمر جمعية الاقتصاديين الدولية – تونس - عام 1995.
- مؤتمر حول التعاون الاقتصادي بين مصر وليبيا - عام 1998.

## المؤلفات العلمية
صاغ العديد من الدراسات الرياضية والمنحنيات في الاقتصاد الرياضي والقياسي. دراسة تحليلية لقياس الكفاءة الإنتاجية لصناعة الغزل والنسيج. دراسة حول التكامل الاقتصادي العربي.

## الجوائز والأوسمة
جائزة الدولة التشجيعية من المجلس الأعلى للثقافة - عام 1980.